# Robert H. Knapp
Robert Hampden Knapp (né le 16 avril 1915 et mort le 8 septembre 1974 à Cromwell (Connecticut)) est un enseignant-chercheur de psychologie américain. Il est l'auteur de trois ouvrages, The Origins of American Scientists (1952, avec H. B. Goodrich), The Younger American Scholar (1953, avec J. J. Greenbaum), The Origins of the American Humanistic Scholar (1964), et de nombreux articles scientifiques.

## Carrière
Diplômé de l'Université d'Oregon (B.A., et M.A. en 1939) et docteur de l'université Harvard, Robert H. Knapp participe à l'aventure de la Clinique des rumeurs du Boston Herald. Désigné comme « le chef de la Clinique des rumeurs » (The Crimson, juillet 1942), il est l'un des spécialistes souvent cités dans les colonnes de la rubrique. Son départ en précipite la chute.
De 1942 à 1946, Robert H. Knapp est membre des services secrets militaires (Office of Strategic Services) et sert en Grèce, au Vietnam et en Chine. Il travaille pour la section de propagande (Direction générale des opérations psychologiques [Morale Operations Branch]).
Robert H. Knapp travaille à l'université Wesleyenne comme professeur assistant (1946-50), comme professeur associé (1950-56), puis comme professeur titulaire (1956-1974). Il y dirige également le département de psychologie.
En 1956, il se lance en politique et brigue la députation pour le parti démocrate. Sans succès.
Marié de 1945 à 1972, il est le père de quatre enfants.